# ول افغانی
ول افغانی (نام علمی: Blanfordimys afghanus) نام یک گونه از سرده بلانفوردموش‌ها است.